# リチャード・ロー
リチャード・ロー（Richard Loo、1903年10月1日 - 1983年11月20日）は、アメリカ合衆国の俳優。

## 主な出演作品
- 風雲のチャイナ The Bitter Tea of General Yen (1933)
- 唄う陸戦隊 The Singing Marine (1937)
- パープル・ハート The Purple Heart (1944)
- バターンを奪回せよ Back to Bataan (1945)
- 鬼軍曹ザック The Steel Helmet (1951)（タナカ）
- 中国決死行 China Venture (1953)（チャン・スン）
- 東京暗黒街・竹の家 House of Bamboo (1955)（声のみの出演）
- 慕情 Love Is a Many-Splendored Thing (1955)（ロバート・ハン）
- 女を売る街 Confessions of an Opium Eater (1962)
- 燃えよカンフー Kung Fu (1972)
- 007 黄金銃を持つ男 The Man with the Golden Gun (1974) (ハイ・ファット)